# أنتوني فينس
أنتوني فينس هو منافس ألعاب قوى كندي، ولد في 30 يوليو 1902 في تورونتو في كندا، وتوفي في 28 سبتمبر 1986.

## وصلات خارجية
- أنتوني فينس على موقع أوليمبيديا (الإنجليزية)